# 尖閣諸島戰時遇難事件

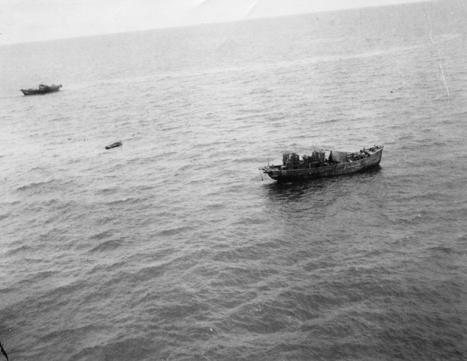
於釣魚台列嶼海域被美國空軍攻撃的「友福丸」和「一心丸」，船上軍民漂流至釣魚島，50日後方被救出。

尖閣諸島戰時遇難事件，是指發生於1945年7月太平洋戰爭末期的海難事件。當時共有兩艘自石垣島疏散民眾前往臺灣途中的小型船，遭受美軍飛機的攻擊，漂流至當時無人居住的釣魚臺列嶼。約50天後才獲救，由於因戰鬥和飢餓等原因，共有50人以上喪生。該起事件是除了對馬丸外，從沖繩縣的少數疏散船被擊沉的案例之一。這起事件有時也被稱為臺灣疏開石垣町居民遇難事件，或因遭難船名而被稱為一心丸·友福丸事件。

## 背景

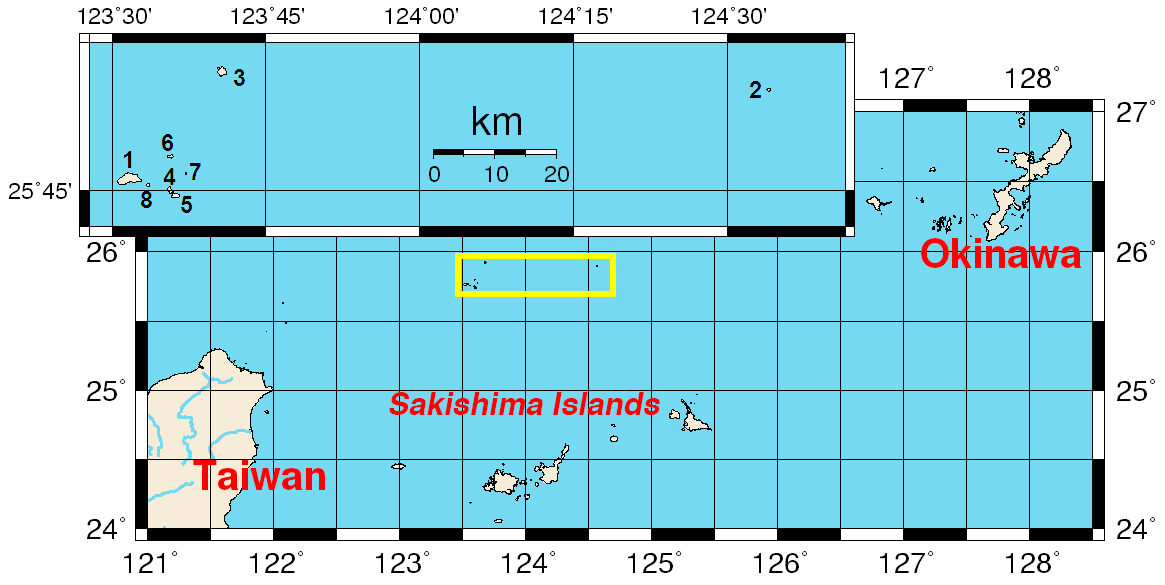
石垣島、釣魚臺列嶼與臺灣的地理位置。

太平洋戰爭後期的1944年6月，大本營以美軍登陸塞班島為契機，開始考慮針對沖繩縣民進行島外疏散。於是在同年7月7日的內閣會議上，決定對女性、兒童和老人進行疏散，向日本本土疏散8萬人，向臺灣疏散2萬人。島外疏散對一般居民僅以勸誘形式進行，雖然縣政府和警察進行了強力的行政指導，但沒有法律上的強制力。在本事件的倖存者回憶中，也有提到臺灣疏散是依靠親友自行疏散的。不過，也有人聲稱這是「軍命」。
由於學童疏散船對馬丸和軍艦輸送船富山丸相繼被擊沉，因此願意疏散的居民一直不多，但直到1944年10月10日的十・十空襲後，情況才有所改變。到了1945年3月上旬，共有6萬人疏散至九州，宮古島和石垣島等地向疏散2萬人前往臺灣（另外從本島也有2千人）。從石垣島到臺灣疏散行動一直持續到4月沖繩島戰役之後結束，兒本次船隊是自石垣島到臺灣的第24次疏散船隊。根據厚生省的調查，從沖繩縣疏散的船舶共有187艘，其中除了對馬丸被美潛艇魚雷擊沉外，沒有其他受損的情況。本次船隊的兩艘船遭難事件，是除了對馬丸外，沖繩縣疏散船遭受襲擊的罕見事例。此外，從鹿兒島縣德之島疏散的武洲丸也遭受了同樣的美潛艇魚雷攻擊而沉沒。
此次事件的遇難者的許多原籍為石垣島，為沖繩島戰役中沒有發生地面戰的地區。作為防禦部隊，陸軍的獨立混成第45旅團部署於石垣島，指揮下有海軍石垣島警備隊等單位。雖然沒有發生地面戰，但仍然受到空襲影響，從十・十空襲開始，於1945年3月底至6月底期間，以英國機動部隊為主的頻繁空襲持續進行。美國海軍的PB4Y-2私掠者巡邏機也從佔領的沖繩機場等地域執行作戰任務。然而，從7月開始，組織性的地面戰在沖繩本島結束，空襲也減少了。在八重山群島，對於選擇不進行島外疏散的居民，從6月開始已經下令進行內陸疏散，比如波照間島的居民被遷移到西表島上。
在石垣島的獨立混成第45旅團，在美軍登陸沖繩本島後導致八重山群島孤立後，為了海上運輸，集結徵用船和修復的沉船，編成稱為「水軍隊」的船艦部隊。水軍隊由長谷川小太郎少尉指揮，裝備有三艘船舶，分別是軍艦命名的第一千早丸（原名：一心丸）、第三千早丸和第五千早丸（原名：友福丸）。根據第五千早丸的機械長表示，第一千早丸和第二千早丸都是150噸的貝採船，另一位第五千早丸的船員回憶中提到，第一千早丸是一艘150噸的機帆船（由石垣島的井上造船所製造），而第五千早丸是一艘200噸的機帆船（從本土徵用）。水軍隊於5月也曾沿著同樣的尖閣群島迂回航路前往臺灣並返回，而本次事件則是該航路上的第二次航行。在擁有的三艘船中，第三千早丸由於故障而未參加，但據說還有一艘由長谷川少尉指揮的小船同時出發，為了運送傷兵。

## 經過

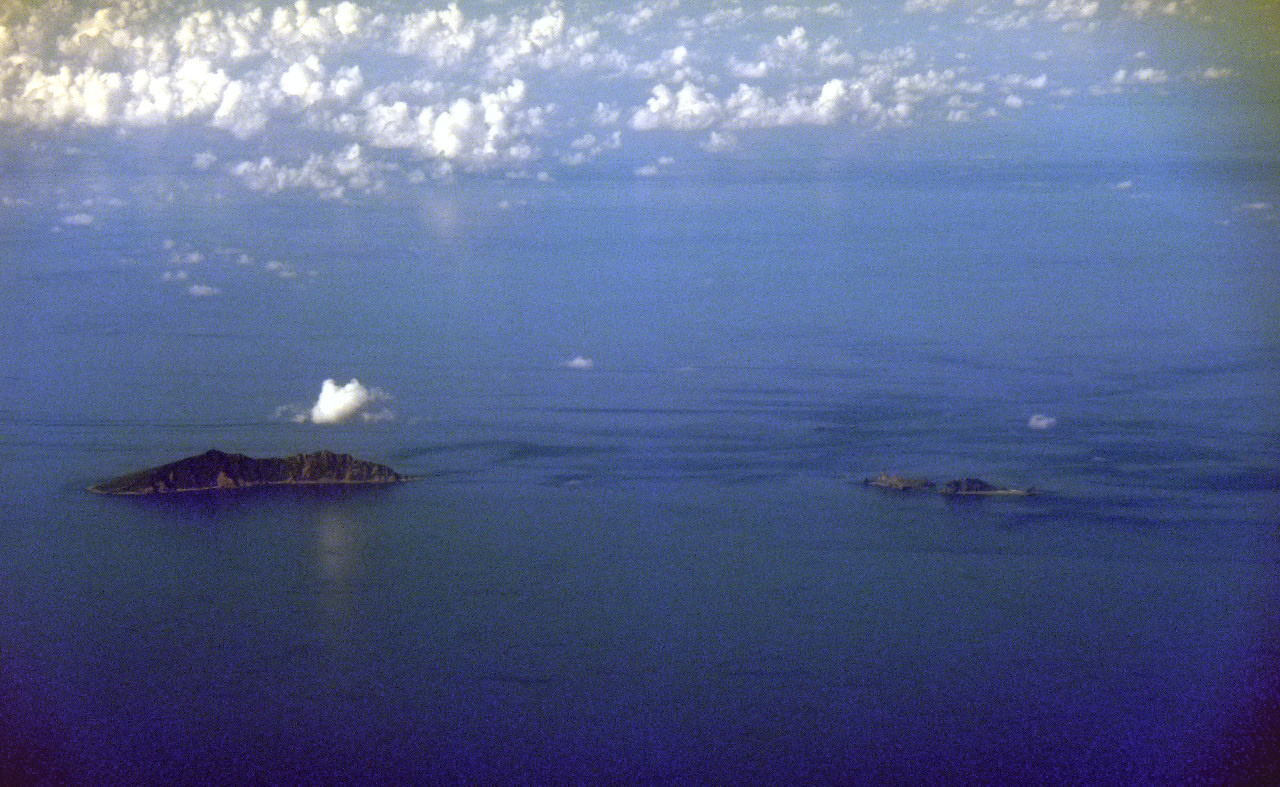
釣魚臺列嶼，遇難事件的發生地點。

1945年（昭和20年）6月24日，針對石垣島居民進行了第24次臺灣疏開希望者的募集。此次疏開是利用了獨立混成第45旅團「水軍」所屬船隻的前往路線進行的運輸。6月30日傍晚，石垣港開始登船，共有約180人搭乘了友福丸（軍方稱為「第一千早丸」）和一心丸（軍方稱為「第五千早丸」）兩艘搭載熱球式內燃機的小型船。登船者多為婦女和兒童，男性則為少數老人，還包括部分朝鮮人和臺灣人。也有回憶指出登船者約240人，每艘船大約120人左右。
為了避免空襲，船隊盡量選擇在夜間航行，於6月30日晚上7時左右從石垣港出發，目標是臺灣基隆港，於7月1日凌晨2時左右通過經由八重山諸島西表島的船浮。原計劃在白天停泊，並於7月1日晚上恢復航行，但由於友福丸引擎故障，出發被推遲，直到7月2日下午7時才離開船浮。船隊並非直接前往臺灣，而是經過尖閣群島附近採取迂回欺騙航線。然而，當兩艘船隻預定於7月3日下午2時左右抵達基隆時，被正在定期巡邏中的美軍飛機（日本方認為是B-24轟炸機）發現。美軍飛機從船隊側方投下了三枚炸彈和機槍掃射，並從船尾方向進行了一次機槍掃射。日本方進行機槍射擊但並未造成效果。船上發生了一連串傷亡，一心丸中部被炸彈擊中並起火沉沒，友福丸的引擎被槍擊損壞，無法航行。美軍飛機判定友福丸也將沉沒後離開。雖然友福丸放下了傳馬船進行救援，但由於乘客體力不足和無法游泳的人數眾多，許多人不幸溺死。
友福丸雖然受損浸水，但僥倖未沉沒，乘客們匆忙地用現有的布料拼湊成帆，並在次日7月4日早晨成功重新啟動了引擎，乘客中有一位曾參與古賀商店製作鰹魚乾的經驗者，因此決定前往尖閣諸島，於當日上午9時半左右抵達魚釣島。此時，尖閣諸島已有另外六名日本士兵在另一次遭難後漂流至此，並因而與友福丸的人們合流。
初登陸時，倖存者合力煮了含有野草的雜炊，用來分食米飯和鰹節等有限的食糧，但在一到兩週後就被迫停止，之後人們各自努力尋找食物。由於魚釣島上有淡水源，因此飲用水不成問題，而且當地植物中的食用樹木蒲葵相當豐富。然而，這對於100多人的食糧來說仍然不足夠。島上也有老鼠和蛇等動物，但它們動作迅速難以捕捉，倖存者僅能野草如長命草以及海邊捕捉的小魚和寄居蟹等維持生計。隨著體力的急劇下降，有數人餓死，還有人因誤食毒草而受苦。B-24轟炸機也每天飛往該島，幸運的是並未造成死傷。
一些人曾搭乘友福丸出發求救，但很快引擎故障而無法航行，被迫放棄船體，改乘傳馬船返回島上。隨後，倖存者計劃製作手槳小船求救。其中一位船大工和陸軍工兵等人組成的團隊以海岸上的殘骸為材料，開始建造小船，約10天後完成了一艘全長5米的小船。其中包括8名陸軍士兵和船員經驗者，以及在出發前強烈希望加入的一名主計准尉，於8月12日下午約5時出發，目標為石垣島。他們途中航行和划槳前進。途中三次遇到敵機，但未受攻擊。8月14日下午約7時抵達石垣島的川平灣，通過川平駐屯的日本軍部隊聯繫了獨混第45旅團司令部。
8月15日，接到獨混第45旅團請求後，駐臺灣的日本軍機飛往魚釣島，透過降落伞投下了乾麵包和金平糖。同時，石垣島也派出了由長谷川少尉指揮的2-3艘救援船隻，於終戰後的8月18日抵達。救援船隻將魚釣島的倖存者接回，並於19日下午返回石垣島。雖然獲救，但有些人因突然攝取大量食物而導致消化系統疾病，或因為獲救而感到安心而死亡。
此外，有6人在救援船抵達時已經前往南小島採集食物，卻無法返回島上，消息不明。當這6人返回魚釣島時，救援船已經離開，其中2人後來因病去世。剩下的4人則在11月被他們的家人雇用的臺灣漁船救出。
關於受害者數量有各種說法，根據《沖縄縣史》的統計表，180名乘客中有75人死亡，根據《琉球新報》的報導，救出前死亡70人，之後因衰弱而死亡的人數近20人。此外，有較低的數字顯示戰死者約45人，餓死者8人，而有較高的數字則表示約240人上船，其中一半死亡。另外，根據《沖縄縣史》的記載，八重山諸島居民的總戰死人數為179人，其中因船隻沉沒而死亡的人數為37人。

## 紀念
遇難事件的倖存者大多選擇保持沉默，直到1974年（昭和49年）首次出版的《沖縄縣史》第10卷提供了一個較為完整的資料。此後，出版了一些整理回憶的紀錄集。同時也發現了美國方面的戰鬥記錄。
因為尖閣諸島上遺留下的遺骨，島嶼一直處於無人狀態，而且由於沖繩縣處於美軍佔領統治之下，當地的追思活動變得困難。1969年（昭和44年），石垣市市長一行登島，建立了名為「臺灣疏散石垣町民遭難追悼碑」紀念碑。遇難者家屬代表也參與其中，並在再次發生不幸漂流者時種植了長命草和番木瓜種子，以作為緊急食糧。1978年（昭和54年），遺族組織成立，並於2002年（平成14年）在石垣市新川建立了另一座紀念碑。在新川的紀念碑上，每年7月3日都由遺族組織舉行追思儀式。
2011年，石垣市向政府提出了在尖閣地區舉行追思儀式的要求。然而，遺族組織表示：「在這個不穩定的時期，充滿了持有民族主義思想的活動家進行激進行動的慰靈儀式，可能會成為衝突的導火索」，並表示不會執著於在尖閣地區舉行追思活動，「我們不打算在『武力』的保護下舉行慰靈儀式」。2012年（平成24年），一些屬於超黨派的議員組成的保衛日本領土議員聯盟，申請政府允許在魚釣島舉行追思儀式，但未獲批准，他們只能在附近的海上舉行了追思儀式。在此次活動中，約有10人包括來自東京都和兵庫縣的地方議員未經政府許可登上了島嶼。在地方議員登島約10天前，負責保衛日本領土的議員聯盟主席山谷惠里子參議院議員要求遺族組織簽署上陸許可申請，但遭到了拒絕，隨後遺族組織對議員聯盟的追思儀式和地方議員登島進行了嚴厲的批評。
犧牲者的補償並未進行，但在1969年，石垣市向決死隊成員和船大工贈送了感謝狀和紀念品。1972年，石垣町的34名居民每人獲得3萬日元的慰問金和勳章。此外，三名在戰鬥中喪生的軍屬船長也獲得了撫恤金。沖繩外地歸國者協會主張，這起事件是出於「軍命」而發生的疏散，因此要求與對馬丸犧牲者類似的補償。日本政府對此的看法是，因為缺乏像沖繩地面戰中喪生的軍人和軍屬那樣的特殊情況，所以不符合撫恤的對象。同時也認為不需要特別的支出，例如對馬丸遇難學童的情況。

## 另見
- 榮丸沈沒事故
- 戰爭瘧疾（日语：戦争マラリア）

### 來源
1. 1 2 3 4  琉球新報 1983年12月14日。
2. ↑  防衛研修所戦史室（1968年）、614-615頁。
3. 1 2  沖縄県教育委員会（1974年）、116頁。
4. 1 2  琉球新報 1983年12月24日。
5. 1 2  防衛研修所戦史室（1968年）、616頁。
6. ↑  沖縄県教育委員会（1974年）、12-13頁。
7. 1 2 3  沖縄県教育委員会（1974年）、121頁。
8. 1 2 3  琉球新報 1983年12月15日。
9. 1 2  沖縄県教育委員会（1974年）、214頁。
10. 1 2  沖縄県教育委員会（1974年）、130-131頁。
11. ↑  沖縄県教育委員会（1974年）、127頁。
12. 1 2 3 4  『米海軍資料に見る海の沖縄戦展』
13. 1 2  沖縄県教育委員会（1974年）、135頁。
14. 1 2 3  琉球新報 1983年12月16日。
15. 1 2 3  沖縄県教育委員会（1974年）、118頁。
16. ↑  沖縄県教育委員会（1974年）、128頁。
17. 1 2  沖縄県教育委員会（1974年）、119頁。
18. ↑  琉球新報 1983年12月21日。
19. ↑  沖縄県教育委員会（1974年）、136頁。
20. ↑  琉球新報 1983年12月22日。
21. ↑  沖縄県教育委員会（1974年）、123頁。
22. ↑  沖縄県教育委員会（1974年）、120頁。
23. ↑  琉球新報 1983年12月23日。
24. ↑  沖縄県教育委員会（1974年）、18頁。
25. ↑  . www.cas.go.jp.   [2024-02-26]. （原始内容存档于2024-02-26）.
26. ↑  日本放送協会. . NHK NEWS WEB.   [2024-02-26]. （原始内容存档于2023-07-12）.
27. ↑  . 朝日新聞デジタル. 2022-06-30  [2024-02-26]. （原始内容存档于2024-02-26） （日语）.
28. ↑  石垣市長 中山義隆 『尖閣諸島での慰霊祭等実施のための上陸許可について（要請）』（PDF） 2011年6月10日。
29. ↑  日本テレビ. . 日テレNEWS NNN.   [2024-02-26] （日语）.
30. ↑  . www.shugiin.go.jp.   [2024-02-26]. （原始内容存档于2024-04-19）.
31. ↑  . www.sangiin.go.jp.   [2024-02-26]. （原始内容存档于2023-10-21）.

### 書籍
- 沖縄県教育委員会（編）.  第10巻. 沖縄県. 1974  [2024-02-26]. （原始内容存档于2012-04-16）.
- 沖縄県公文書館（日语：沖縄県公文書館）.  (PDF). 沖縄県公文書館（展示会パンフレット）. 2010  [2024-02-26]. （原始内容存档 (PDF)于2024-05-28）.
- 「戦禍を掘る」取材班, , 琉球新報, 1983-12-14  [2012-04-21], （原始内容存档于2013-11-09）
- 同上, , 琉球新報, 1983-12-15  [2012-04-21], （原始内容存档于2014-06-20）
- 同上, , 琉球新報, 1983-12-16  [2012-04-21], （原始内容存档于2013-10-04）
- 同上, , 琉球新報, 1983-12-21  [2012-04-21], （原始内容存档于2014-06-20）
- 同上, , 琉球新報, 1983-12-22  [2012-04-21], （原始内容存档于2014-06-20）
- 同上, , 琉球新報, 1983-12-23  [2012-04-21], （原始内容存档于2014-06-20）
- 同上, , 琉球新報, 1983-12-24  [2012-04-21], （原始内容存档于2013-06-14）
- 防衛庁防衛研修所戦史室. . 戰史叢書. 朝雲新聞社. 1968.
- 尖閣列島戦時遭難死没者慰霊之碑建立事業期成会 『沈黙の叫び―尖閣列島戦時遭難事件』 南山社、2006年。
- みやら雪朗 『あほうどりのちかくで ～かあちゃんの尖閣列島遭難記～』 近代文芸社、1995年。